# Дмитро Олександрович
Дмитро Олександрович або Дмитро Романович (*д/н — після 1352) — великий князь Чернігівський та Брянський у 1314—1333 та 1340—1352 роках.

## Життєпис
Походив з династії Рюриковичів. Походження Дмитра Брянського достеменно невідомо. За різними версіями був сином Романа Глібовича, князя новгородського, або Олександра Глібовича, великого князя смоленського. Про діяльність замолоду замало відомостей. 1311 року Дмитро брав участь у поході новгородців проти племені ємь, де було взято велику здобич.
У 1314 році за невідомих обставин стає великим князем чернігівським та князем брянським. Намагався маневрувати між Золотою Ордою, Великим князівством Литовським та Великим князівством Московським. Особливо побоювався Литви та Орди: перша набувала потугу, а друга — все ще мала необхідні ресурси для того щоб сплюндрувати ослаблене Чернігівське князівство.
В 1333 або 1334 році Дмитро разом з ординськими мурзами Калантаєм і Чирічем здійснив похід на Смоленськ проти свого родича Івана Олександровича. Погляди істориків на причини цього походу різняться. Одні вважають, що Дмитро домагався захоплення Великого князівства Смоленського для себе і сам попросив про допомогу монголів. Інші вважають, що він відправився в похід під натиском хана Узбека, незадоволеного зближенням Смоленська з Литвою, і лише імітував боротьбу зі смолянами. Так чи інакше, похід закінчився нічим: брянський і смоленський князі уклали «мирне докончання». Незабаром після цього Дмитро втратив Брянськ, вигнаний своїм родичем Глібом Святославичем за підтримки Великого князівства Московського.
У 1340 році брянці вбили Гліба Святославича. З цього моменту Дмитро значиться як Романович, можливо це був інший князь. Останній зайняв Чернігів та Брянськ, чому не заважали Орда і Москва. У 1341 році Дмитро видав доньку Феодосію заміж за звенигородського князя Івана Івановича, майбутнього великого князя московського Івана II Красного.
Близько 1352 року Дмитро був повалений двоюрідним братом, великим князем смоленським Іваном Олександровичем, який посадив в Брянську свого сина Василя. Подальша доля Дмитра невідома. Є версія, що він помер під час епідемії чуми.